# スーパーファミコン版 すぎやまこういち 交響組曲「ドラゴンクエストII」
『スーパーファミコン版 すぎやまこういち 交響組曲「ドラゴンクエストII」』（スーパーファミコンばん すぎやまこういち こうきょうくみきょく ドラゴンクエストツー）は、日本の作曲家であるすぎやまこういちによるスーパーファミコン用ロールプレイングゲーム『ドラゴンクエストI・II』（1993年）のサウンドトラック。
1994年2月21日にSony Recordsからリリースされ、作曲と指揮はすぎやま、演奏はロンドン・フィルハーモニー管弦楽団、プロデューサーはすぎやまの妻で、所属事務所「スギヤマ工房」の代表取締役を務めている椙山之子とソニー・ミュージックエンタテインメントの伊藤八十八がそれぞれ担当した。

## 構成
エニックス（現・スクウェア・エニックス）よりリリースされているコンピュータRPG『ドラゴンクエストシリーズ』の第2作『ドラゴンクエストII 悪霊の神々』（1987年）のリメイクである『ドラゴンクエストI・II』（1993年）のサウンドトラックとして発表され、ロンドン・フィルハーモニー管弦楽団の演奏によるヴァージョンに加え、スーパーファミコンの音源からなる『オリジナル・ゲーム・サウンド』、『MEコレクション』の3部構成となっている。
また、新曲として「パストラール〜カタストロフ」が追加収録されている。

## ディスクジャケット
ディスクジャケットは、『ドラゴンクエストI・II』のパッケージイラストを、背面を赤色にアレンジしたものになっている。

## リリース
1994年2月21日にSony RecordsからCDのみでリリースされた。初回封入特典として『ドラゴンクエストI・II 1994年ポケット・カレンダー』が同梱されている。
2000年8月23日に『スーパーファミコン版 すぎやまこういち 交響組曲「ドラゴンクエストI」』（1994年）の収録曲が入ったコンピレーション・アルバム『交響組曲「ドラゴンクエストI・II」』がリリースされた。

## 批評
| 専門評論家によるレビュー | 専門評論家によるレビュー |
| レビュー・スコア         | レビュー・スコア         |
| 出典                     | 評価                     |
| ------------------------ | ------------------------ |
| CDジャーナル             | 肯定的                   |

CDジャーナルは、ロンドン・フィルハーモニー管弦楽団の演奏に関して「本格派の高級感を全面に押し出した1作」と肯定的な評価を下している。

## 収録曲
| 全作曲: すぎやまこういち。 | |       |                  |      |
| #                          | タイトル | 作詞  | 作曲・編曲       | 時間 |
| 1.                         | 「ドラゴンクエスト・マーチ」(DRAGON QUEST MARCH)                                                                                                |       | すぎやまこういち | 1:45 |
| 2.                         | 「Love Song 探して」(ONLY LONELY BOY) |       | すぎやまこういち | 2:45 |
| 3.                         | 「パストラール〜カタストロフ」(PASTORAL〜CATASTROPHE)                                                                                           |       | すぎやまこういち | 3:31 |
| 4.                         | 「王城」(CHATEAU) |       | すぎやまこういち | 3:03 |
| 5.                         | 「街の賑わい」(TOWN) |       | すぎやまこういち | 3:31 |
| 6.                         | 「恐怖の地下洞〜魔の塔」(FRIGHT IN DUNGEON〜DEVIL'S TOWER)                                                                                      |       | すぎやまこういち | 4:03 |
| 7.                         | 「レクイエム」(REQUIEM) |       | すぎやまこういち | 2:10 |
| 8.                         | 「遥かなる旅路〜広野を行く〜果てしなき世界」(ENDLESS WORLD)                                                                                     |       | すぎやまこういち | 6:00 |
| 9.                         | 「海原を行く」(BEYOND THE WAVES) |       | すぎやまこういち | 2:53 |
| 10.                        | 「戦い〜死を賭して」(DEATHFIGHT〜DEAD OR ALIVE)                                                                                                 |       | すぎやまこういち | 3:58 |
| 11.                        | 「この道わが旅」(MY ROAD MY JOURNEY) |       | すぎやまこういち | 4:10 |
| 12.                        | 「Love Song 探して (名前入力)」(オリジナル・ゲーム・サウンド)                                                                                   |       | すぎやまこういち | 1:22 |
| 13.                        | 「パストラール〜カタストロフ」(オリジナル・ゲーム・サウンド)                                                                                    |       | すぎやまこういち | 3:01 |
| 14.                        | 「王城」(オリジナル・ゲーム・サウンド) |       | すぎやまこういち | 1:22 |
| 15.                        | 「街の賑わい」(オリジナル・ゲーム・サウンド) |       | すぎやまこういち | 1:34 |
| 16.                        | 「恐怖の地下洞窟」(オリジナル・ゲーム・サウンド)                                                                                                |       | すぎやまこういち | 0:52 |
| 17.                        | 「魔の塔」(オリジナル・ゲーム・サウンド) |       | すぎやまこういち | 1:04 |
| 18.                        | 「レクイエム」(オリジナル・ゲーム・サウンド) |       | すぎやまこういち | 1:45 |
| 19.                        | 「ほこら」(オリジナル・ゲーム・サウンド) |       | すぎやまこういち | 0:52 |
| 20.                        | 「遥かなる旅路」(オリジナル・ゲーム・サウンド)                                                                                                  |       | すぎやまこういち | 1:25 |
| 21.                        | 「果てしなき世界」(オリジナル・ゲーム・サウンド)                                                                                                |       | すぎやまこういち | 1:28 |
| 22.                        | 「海原を行く」(オリジナル・ゲーム・サウンド) |       | すぎやまこういち | 1:17 |
| 23.                        | 「戦い」(オリジナル・ゲーム・サウンド) |       | すぎやまこういち | 0:53 |
| 24.                        | 「死を賭して」(オリジナル・ゲーム・サウンド) |       | すぎやまこういち | 2:38 |
| 25.                        | 「この道わが旅」(オリジナル・ゲーム・サウンド)                                                                                                  |       | すぎやまこういち | 4:02 |
| 26.                        | 「MEコレクション (宿屋〜出会い〜福引きのあたり〜勝利〜レベル・アップ〜呪〜教会〜重要アイテム発見〜やまびこの笛)」(オリジナル・ゲーム・サウンド) |       | すぎやまこういち | 1:26 |
| 合計時間:                  | 合計時間: | 62:50 |                  |      |

## クレジット

### スタッフ
| 企画・監修: すぎやまこういち |

| プロデューサー: |  | - 伊藤八十八 (ソニー・ミュージックエンタテインメント) - 椙山之子 (スギヤマ工房) |

| ディレクター: |  | - JOHN MIDDLETON - 金丸潤 (ソニー・ミュージックエンタテインメント) |

| レコーディング・エンジニア: オーケストラ版 ROGER KNIGHT |

| アシスタント・エンジニア: RUSSELL SMITHSON |

| マスタリング: |  | - 笠井鉄平 (ソニー・ミュージックエンタテインメント) - 宮田信吾 (ソニー・ミュージックエンタテインメント) |

| オリジナル版: |  | チュンソフト 田口泰宏 |

| デザイン: 澤秀樹 (ソニー・ミュージックエンタテインメント) |

| コーディネーター: |  | - JOHN R. BULLOCK (アド・キャップ) - 城野美貴 (ソニー・ミュージックエンタテインメント) - 市川武 (ハーモニー) |

| スペシャル・サンクス: |  | - 千田幸信 (エニックス) - 山岸功典 (エニックス) - 丸山茂樹 (エニックス) - 大塚充 (エニックス) |

| ベリー・スペシャル・サンクス: 株式会社エニックス |

| 音楽制作: スギヤマ工房                                       |
|                                                              |
| - ロンドン・フィルハーモニー管弦楽団 The London Philharmonic |
| リーダー: HUGH BEAN                                          |
| 指揮: すぎやまこういち                                       |
|                                                              |
| 録音・場所: 1993年5月18日 CTS STUDIO (LONDON)                |

## リリース日一覧
| No. | リリース日    | レーベル     | 規格 | 規格品番  | 最高順位 | 備考                                                       | 出典  |
| --- | ------------- | ------------ | ---- | --------- | -------- | ---------------------------------------------------------- | ----- |
| 1   | 1994年2月21日 | Sony Records | CD   | SRCL-2734 |          | - 特典: - ドラゴンクエストI・II 1994年ポケット・カレンダー | [ 1 ] |